# Hiroshi Saeki
Hiroshi Saeki (佐伯 博司 Saeki Hiroshi?,  nacido el 26 de mayo de 1936 en Hiroshima) es un exfutbolista japonés que se desempeñaba como delantero.
Saeki jugó 4 veces para la selección de fútbol de Japón entre 1958 y 1961.

## Trayectoria

### Clubes
| Club         | País  | Año         |
| ------------ | ----- | ----------- |
| Yawata Steel | Japón | ???? - 1966 |

### Selección nacional
| Selección | País  | Año         |
| --------- | ----- | ----------- |
| Absoluta  | Japón | 1958 - 1961 |

## Estadística de equipo nacional
| Selección de Japón | Selección de Japón | Selección de Japón |
| Año                | Part.              | Goles              |
| ------------------ | ------------------ | ------------------ |
| 1958               | 1                  | 0                  |
| 1959               | 1                  | 0                  |
| 1960               | 0                  | 0                  |
| 1961               | 2                  | 0                  |
| Total              | 4                  | 0                  |